# Le Bon Grain et l'Ivraie
Pour les articles homonymes, voir Ivraie (homonymie).

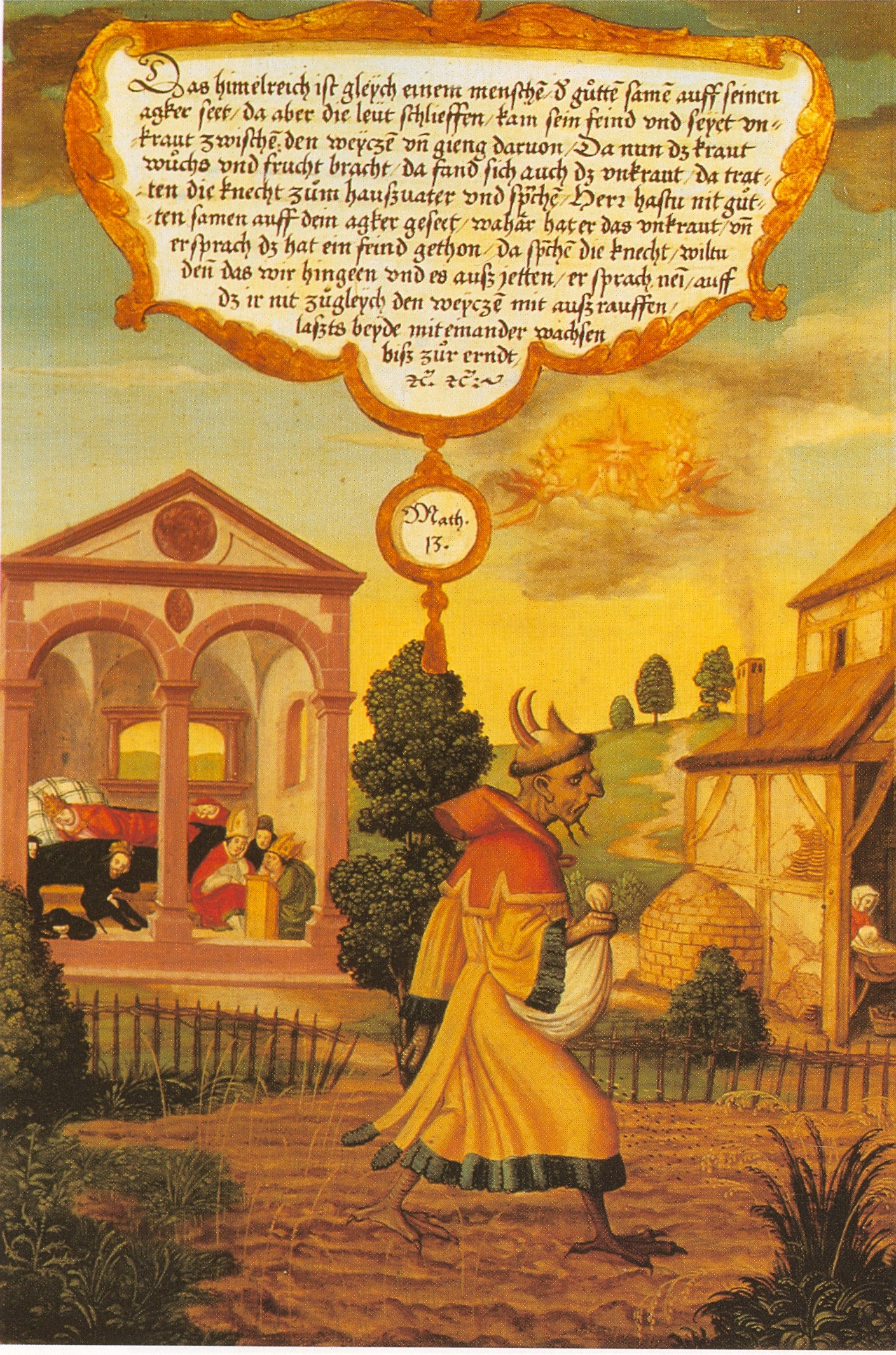
L'ennemi semant l'ivraie, c. 1540.

Le Bon Grain et l'Ivraie est une parabole du Nouveau Testament. Elle fait allusion à l'origine du mal, au tri des âmes lors du Jugement dernier et à l'importance de porter du bon fruit et de ne pas juger. La parabole du filet suit celle du bon grain et de l'ivraie dans le chapitre 13 de l'Évangile selon Matthieu. 

## Texte
Évangile selon Matthieu, chapitre 13, versets 24 à 30 :
« Il leur proposa une autre parabole, et il dit : Le royaume des cieux est semblable à un homme qui a semé une bonne semence dans son champ. Mais, pendant que les gens dormaient, son ennemi vint, sema de l'ivraie parmi le blé, et s'en alla. Lorsque l'herbe eut poussé et donné du fruit, l'ivraie parut aussi. Les serviteurs du maître de la maison vinrent lui dire : Seigneur, n'as-tu pas semé une bonne semence dans ton champ ? D'où vient donc qu'il y a de l'ivraie ? Il leur répondit : C'est un ennemi qui a fait cela. Et les serviteurs lui dirent : Veux-tu que nous allions l'arracher ? Non, dit-il, de peur qu'en arrachant l'ivraie, vous ne déraciniez en même temps le blé. Laissez croître ensemble l'un et l'autre jusqu'à la moisson, et, à l'époque de la moisson, je dirai aux moissonneurs : Arrachez d'abord l'ivraie, et liez-la en gerbes pour la brûler, mais amassez le blé dans mon grenier. »
Traduction d'après la Bible Louis Segond.

## Interprétation

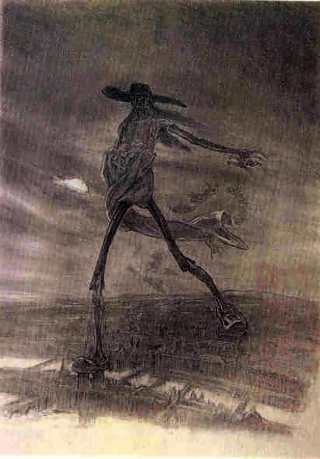
Félicien Rops, Satan semant des Graines, pencil, c. 1872.

Le pape Benoît XVI explique dans son discours lors de l'Angélus du 17 juillet 2011 : 
« Jésus compare le Royaume des cieux à un champ de blé, pour nous faire comprendre qu'en nous a été semé quelque chose de petit et de caché qui possède toutefois une force vitale irrépressible. En dépit de tous les obstacles, la graine se développera et le fruit mûrira. Ce fruit sera bon uniquement si la terre de la vie est cultivée selon la volonté de Dieu. C'est pour cela que dans la parabole du bon grain et de l'ivraie (Mt 13, 24-30), Jésus nous avertit qu'après l'ensemencement fait par le maître, «pendant que les gens dormaient», «son ennemi» est intervenu et a semé l'ivraie. Cela signifie que nous devons être disposés à préserver la grâce reçue le jour de notre baptême, en continuant à nourrir notre foi dans le Seigneur qui empêche le mal de s'enraciner. » 
Le pape François ajoute, lors de l’Angélus du 20 juillet 2014 :
« L’enseignement de la parabole est double. Il dit avant tout que le mal qui existe dans le monde ne vient pas de Dieu, mais de son ennemi, le Malin. C’est curieux, le Malin va semer l’ivraie la nuit, dans l’obscurité, dans la confusion; il va là où il n’y a pas de lumière, pour semer l’ivraie. Cet ennemi est rusé: il a semé le mal au milieu du bien, si bien qu’il nous est impossible, à nous, les hommes, de les séparer nettement; mais Dieu, à la fin, pourra le faire.
Et nous en arrivons au second thème: l’opposition entre l’impatience des serviteurs et l’attente patiente du propriétaire du champ, qui représente Dieu. Parfois, nous avons une grande hâte de juger, de classer, de mettre les bons ici, les méchants là… Mais souvenez-vous de la prière de cet homme orgueilleux: «Mon Dieu, je te rends grâce parce que je suis bon, je ne suis pas comme le reste des hommes, méchants…» (cf. Lc 18, 11-12). Dieu, au contraire, sait attendre. Il regarde, dans le «champ» de la vie de chacun avec patience et miséricorde: il voit beaucoup mieux que nous la saleté et le mal, mais il voit aussi les germes du bien et il attend avec confiance qu’ils mûrissent. Dieu est patient, il sait attendre. »

### Articles  connexes
- Vertus cardinales
- Vertus théologales
- Paraboles du Nouveau Testament